# Dunshammar

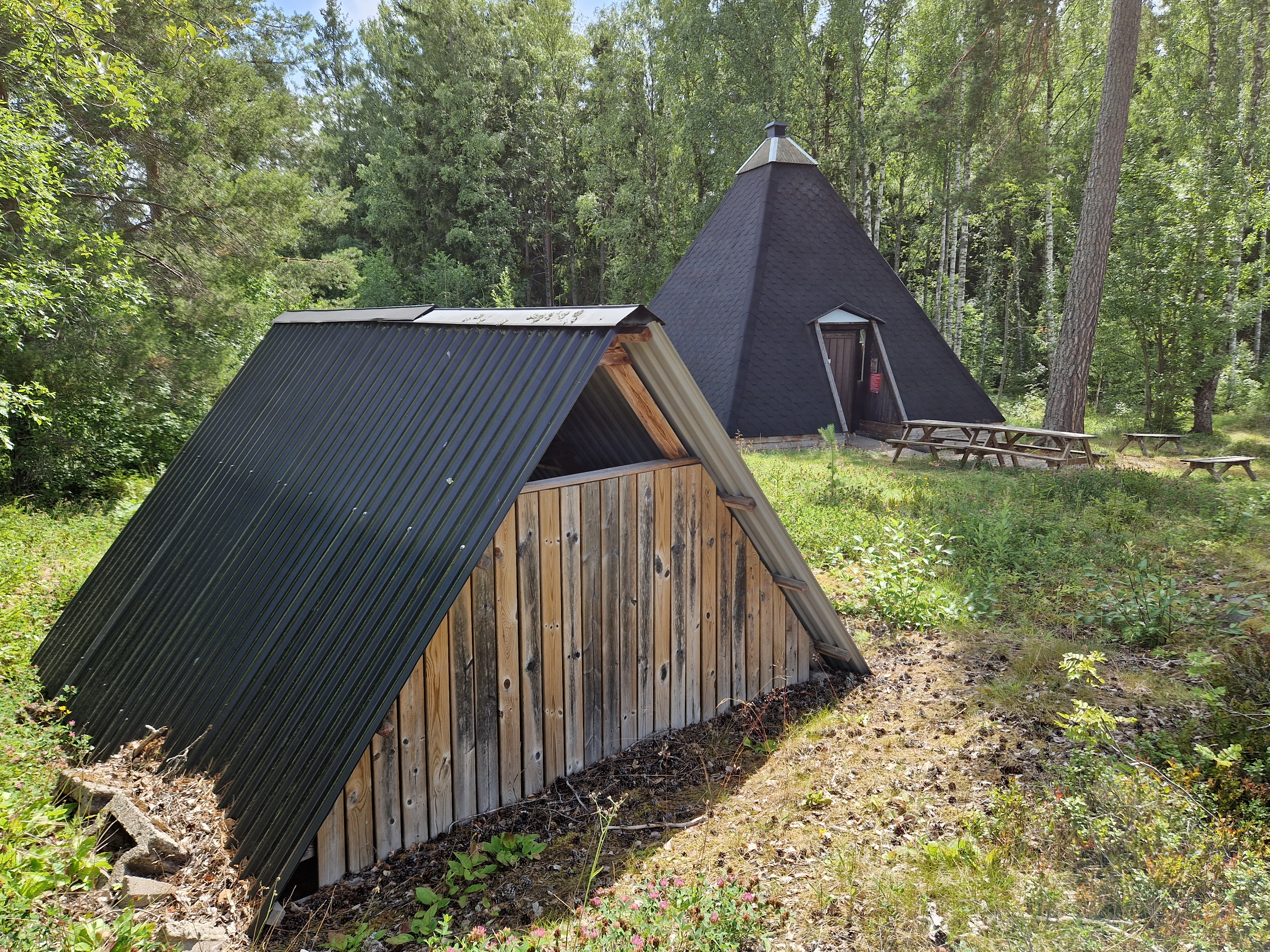
Dunshammarmuseet 2023.

Blästerugnarna i Dunshammar, två kilometer söder om Ängelsberg, är daterade till 300 – 400 e.Kr. Blästerugn är en tidig typ av ugn för järnframställning. Malmen kunde hämtas från den närbelägna sjön Åmänningens botten, antingen genom isen på vintern eller från båt under sommarhalvåret. 
Platsen upptäcktes 1968 och har undersökts arkeologiskt 1970 och 1985.
När malmen var upptagen skulle den torkas och rostas. Det gjorde man i en rostningsgrop. Där lade man sjömalmen på ett bål av ved för att få bort vatten och organiskt material.
Sjömalmen kan kallas för penningmalm, bönmalm, ärtmalm, hagelmalm etc., och alla dess sorter återfanns vid utgrävningarna.
Ugnen förvärmdes med ved. När den var tillräckligt varm tillsätts träkol och malm, samt luft pumpas in underifrån med en fotdriven bälg. Temperaturen kunde gå upp till ca 1200 grader C. Järnet smälte inte vid denna temperatur. Trögflytande slagg sjönk till botten medan järnet sintrade samman till en klump ovanpå slaggen. Järnet var mjukt och kunde smidas direkt.
Vid blästerugnarna har Västervåla Hembygdsförening byggt ett litet museum. Där visas processen i text och bild. Dunshammar ingår i Ekomuseum Bergslagen.

## Fotogalleri

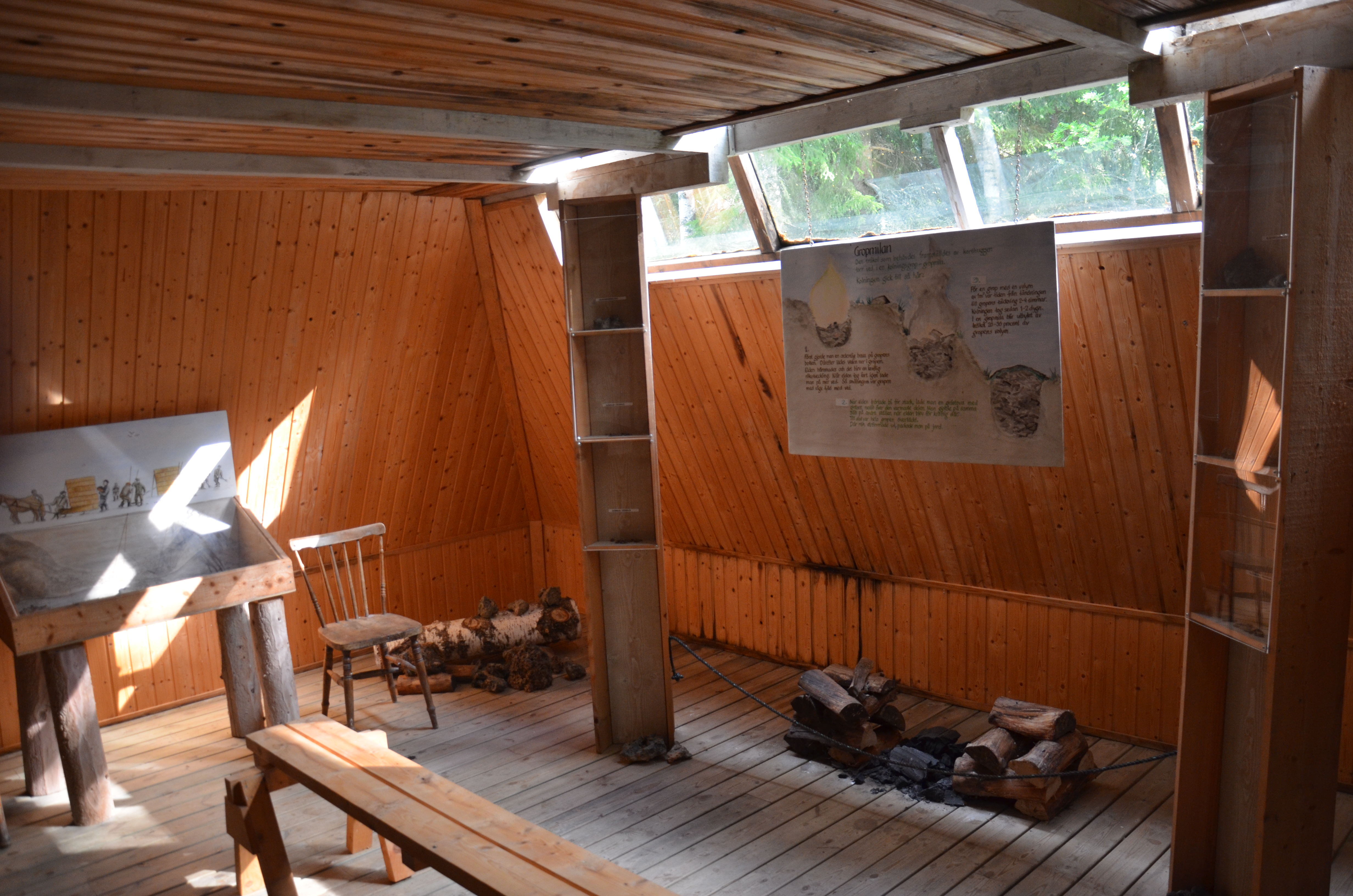
Interiör av Dunshammarmuseet.
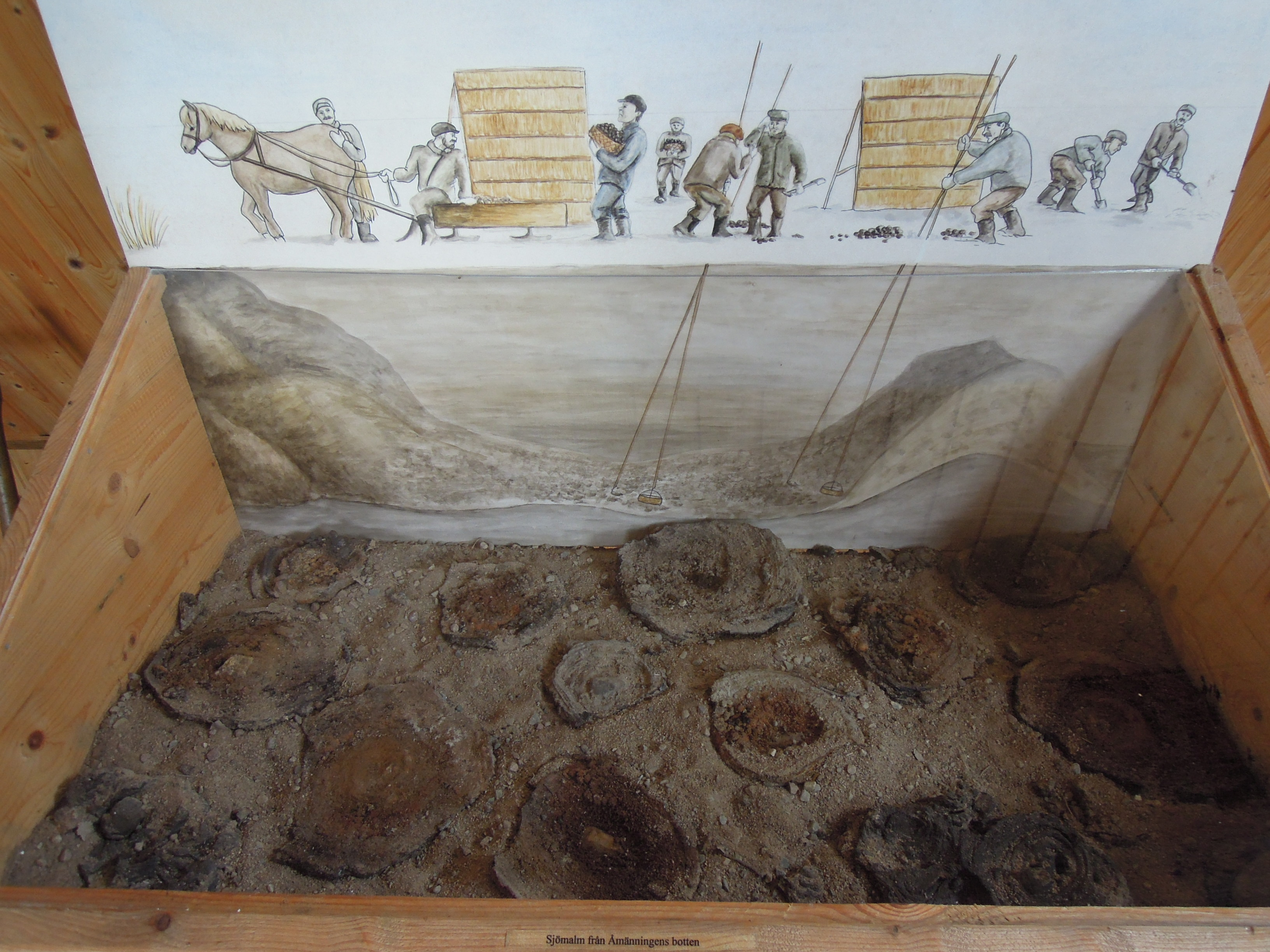
Museet i Dunshammar visar hur man tar upp myrmalm (för järntillverkning) från sjön Åmänningens botten.
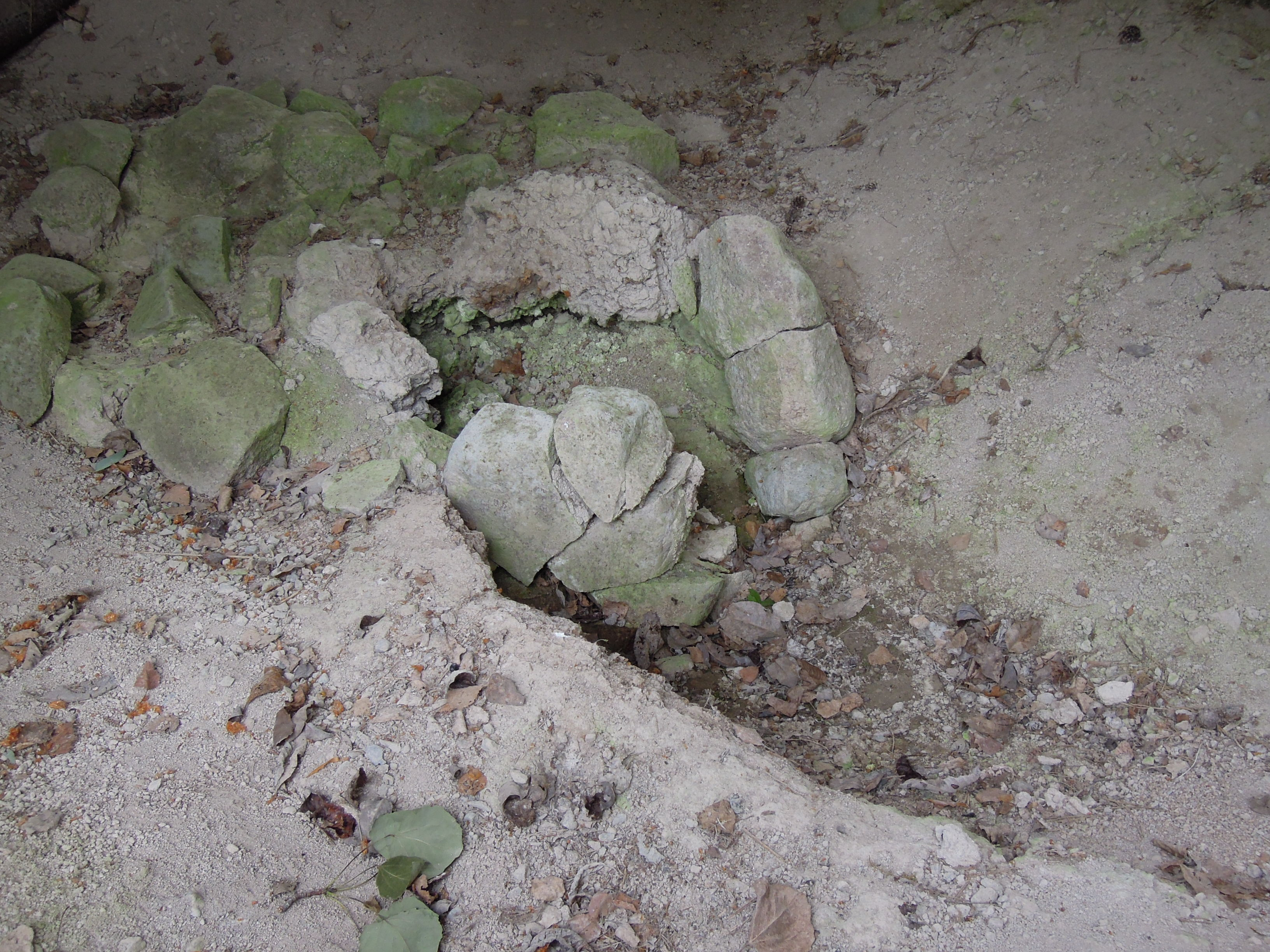
Medeltida blästerugn i Dunshammar.
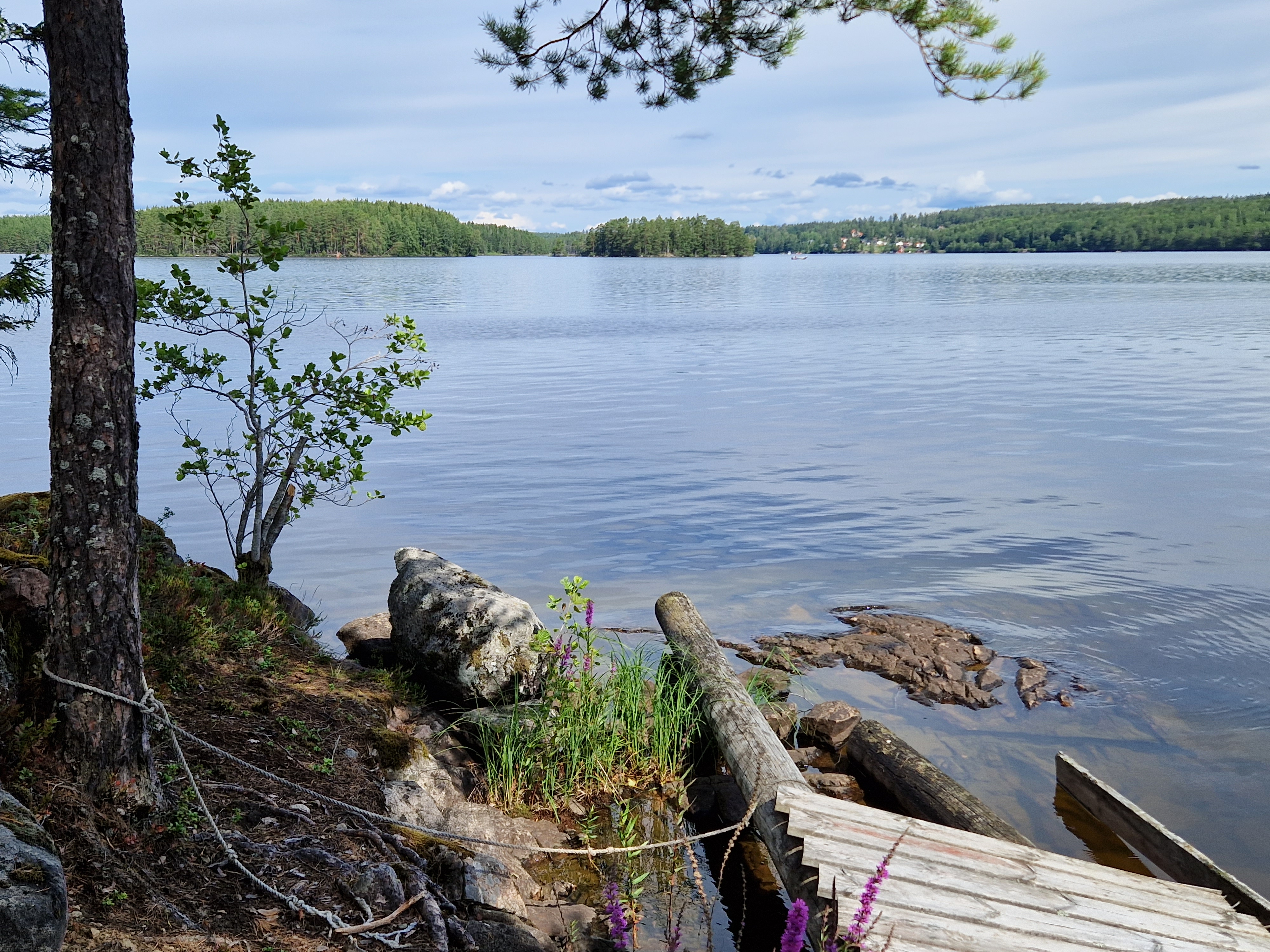
Utsikt från Dunshammars blästerugnsmuseum över sjön Åmänningen.